# Elecciones parlamentarias de Ucrania de 1998
Las elecciones parlamentarias se celebraron en Ucrania el 29 de marzo de 1998. El Partido Comunista de Ucrania se convirtió en el partido más grande de la Rada Suprema, ganando 122 de los 450 asientos.
Después de los votos de elección en cinco distritos electorales tuvieron demasiadas irregularidades para declarar un ganador y el parlamento era cinco miembros cortos de 450.

## Sistema electoral
En comparación a la primera elección parlamentaria, esta mitad de tiempo de 450 asientos de parlamento estuvo llenada por ganadores de mayoría de asiento solo en 225 regiones electorales (constituencies), y la otra mitad estuvo partida entre partidos políticos y bloquea aquello recibió al menos 4% del voto popular.

## Resultados
El Partido Comunista de Ucrania era victorioso en 18 regiones que incluyen la ciudad de Kiev, mientras en tres otras regiones el partido acabado en segundo sitio. El movimiento de las Personas de Ucrania (Rukh) ganó en cinco regiones, todo de ellos localizados en Ucrania Occidental y era un subcampeón fuerte en tres otros, mayoritariamente en el del oeste y Kiev. El bloque electoral de Socialistas y Campesinos era capaz de asegurar una victoria en único dos regiones, aun así  acabe fuerte en siete otras regiones a través de Ucrania central. El nuevo y aumentando partido de Hromada ganó el Dnipropetrovsk Región, mientras el Social-el partido Democrático de Ucrania dirigió asegurar el Zakarpattia Región.
Corredores notables y fuertes arriba eran el Partido de Verdes, el partido Democrático de las Personas, el Partido Socialista Progresivo, el partido de las Personas, Trabajando Ucrania, el Frente Nacional y Nuestra Ucrania.
| Partidos                           | Partidos                                                 | Lista de partido | Lista de partido | Lista de partido | Distrito electoral | Escaños | +/- |
| Partidos                           | Partidos                                                 | Votos            | %                | Escaños          | Distrito electoral | Escaños | +/- |
| ---------------------------------- | -------------------------------------------------------- | ---------------- | ---------------- | ---------------- | ------------------ | ------- | --- |
|                                    | Partido Comunista de Ucrania                             | 6,550,353        | 24.65            | 84               | 38                 |         |     |
|                                    | Movimiento Popular de Ucrania                            | 2,498,262        | 9.40             | 32               | 14                 |         |     |
|                                    | Para Verdad, para Personas, para Ucrania!                | 2,273,788        | 8.56             | 29               | 6                  |         |     |
|                                    | Partido de Verdes de Ucrania                             | 1,444,264        | 5.44             | 19               | —                  |         |     |
|                                    | Partido Democrático Popular                              | 1,331,460        | 5.01             | 17               | 10                 |         |     |
|                                    | Hromada                                                  | 1,242,235        | 4.68             | 16               | 7                  |         |     |
|                                    | Partido Socialista Progresista de Ucrania                | 1,075,118        | 4.05             | 14               | 3                  |         |     |
|                                    | Partido Democrático Social de Ucrania (unido)            | 1,066,113        | 4.01             | 14               | 3                  |         |     |
|                                    |                                                          |                  |                  |                  |                    |         |     |
|                                    | Partido Agrario de Ucrania                               | 978,330          | 3.68             | —                | 7                  |         |     |
|                                    | Reformas y Partido de Orden                              | 832,574          | 3.13             | —                | 4                  |         |     |
|                                    | Ucrania Laboriosa                                        | 813,326          | 3.06             | —                | 1                  |         |     |
|                                    | Frente Nacional                                          | 721,966          | 2.72             | —                | 7                  |         |     |
|                                    | Junto                                                    | 502,969          | 1.89             | —                | 2                  |         |     |
|                                    | Adelante Ucrania!                                        | 461,924          | 1.74             | —                | 3                  |         |     |
|                                    | Partido Demócrata Cristiano de Ucrania                   | 344,826          | 1.30             | —                | 2                  |         |     |
|                                    | Bloque de Partidos Democráticos — NEP                    | 326,489          | 1.23             | —                | 2                  |         |     |
|                                    | Partido de Desarrollo Económico Nacional de Ucrania      | 250,476          | 0.94             | —                | —                  | —       |     |
|                                    | Elefante — Asociación Liberal Social                     | 241,367          | 0.91             | —                | 1                  |         |     |
|                                    | Partido de Resurgimiento Regional de Ucrania             | 241,262          | 0.91             | —                | 2                  |         |     |
|                                    | Todo-Partido Ucraniano de Trabajadores                   | 210,622          | 0.79             | —                | 1                  |         |     |
|                                    | Unión                                                    | 186,249          | 0.70             | —                | 1                  |         |     |
|                                    | Todo-Partido Ucraniano de las Iniciativas de las Mujeres | 154,650          | 0.58             | —                | —                  | —       |     |
|                                    | Partido Cristiano Republicano                            | 143,496          | 0.54             | —                | —                  | —       |     |
|                                    | Asamblea Nacional Ucraniana                              | 105,977          | 0.39             | —                | —                  | —       |     |
|                                    | Partido Socialdemócrata de Ucrania                       | 85,045           | 0.32             | —                | —                  | —       |     |
|                                    | Partido de los Defensores de la Madre Patria             | 81,808           | 0.31             | —                | —                  | —       |     |
|                                    | Partido del Progreso Espiritual, Económico y Social      | 53,147           | 0.20             | —                | —                  | —       |     |
|                                    | Partido de Musulmanes de Ucrania                         | 52,613           | 0.20             | —                | —                  | —       |     |
|                                    | Menos Palabras                                           | 45,155           | 0.16             | —                | 1                  |         |     |
|                                    | Elección Europea de Ucrania                              | 37,118           | 0.13             | —                | —                  | —       |     |
|                                    | Independientes                                           | —                | —                | —                | 105                |         |     |
| Contra todos                       | Contra todos                                             | 1,396,592        | 5.26             |                  |                    |         |     |
| Votos nulos                        | Votos nulos                                              | 821,699          | 3.09             |                  |                    |         |     |
| Vacante (distritos sin resultado)  | Vacante (distritos sin resultado)                        |                  |                  |                  | 5                  | 5       |     |
| Total                              | Total                                                    | 26,571,273       | 100              | 225              | 225                | 450     |     |
| Votantes registrados/participación | Votantes registrados/participación                       | 37,540,092       | 70.78            |                  |                    |         |     |
| Fuente: Comisión Electoral Central |                                                          |                  |                  |                  |                    |         |     |

## Cambios de afiliación del partido después de las elecciones
La medida de las facciones creó en el parlamento después de la elección fluctuó. Por enero de 2000 el Partido Socialista Progresivo de Ucrania y Hromada no tuvo cualesquier diputados; mientras el partido Villano de Ucrania tuvo diputados sólo en 1999. Todas estas facciones donde disbanded para carencia de miembros.
Partido de Resurgimiento Regional de Ucrania (más tardío de devenir el partido más grande de Ucrania cuando Partido de Regiones) creció masivamente en parlamento (después en Marcha 2001  una con cuatro partidos) de 2 elegidos de diputados en esta elección a una facción de 24 personas en julio de 2002 (un diputado dejó la facción más tardía). Más tarde para devenir segundo partido más grande de Ucrania, Batkivshchyna, empezó su existencia como facción cuando en la primavera de 1999 miembros de Hromada dejó su partido para unir otras facciones de parlamento, entre ellos Yulia Tymoshenko quién instaló la facción parlamentaria "Batkivshchyna" en Marcha 1999.
El movimiento de las personas de ruptura de Ucrania a 2 facciones diferentes en la primavera de 1999 (la afiliación más grande del breakaway la facción dirigida por Hennadiy Udovenko era 19 y acabado con 14, la "otra" facción acabada con 23; significando que el movimiento de 10 Personas de elegido de diputados de Ucrania no representaron cualquier segmento del partido anymore por junio de 2002).
Otro alcalde "no-partidos" de facciones/de los elegidos para emerger en el parlamento después de la elección era: Solidaridad (27 a 20 miembros) y Ucrania Laboral (38 miembros en junio de 2002); por junio de 2002 el parlamento tuvo 8 más facciones entonces su original 8 en mayo de 1998.